# Relaciones Reino Unido-Unión Europea
Las relaciones Reino Unido-Unión Europea son las relaciones internacionales entre la Unión Europea y el Reino Unido (incluyendo a las instituciones comunitarias y los Estados miembros). Las relaciones se remontan a la fundación de la Comunidad Económica Europea en 1957. El Reino Unido ha sido y es un vecino importante, y a su vez, habiendo sido un Estado importante de la Unión Europea en el pasado. Estado miembro desde el 1 de enero de 1973 hasta el 31 de enero de 2020, según los dispuesto en el artículo 50 del Tratado de la Unión.

## Historia
Las solicitudes del Reino Unido para unirse en 1963 y 1967 fueron vetadas por el presidente de Francia, Charles de Gaulle, quien dijo que "varios aspectos de la economía británica, desde las prácticas laborales hasta la agricultura" habían "hecho a Gran Bretaña incompatible con Europa" y que Gran Bretaña albergaba una "hostilidad profundamente arraigada" a cualquier proyecto paneuropeo. Una vez que De Gaulle renunció a la presidencia francesa en 1969, el Reino Unido presentó una tercera y exitosa solicitud de membresía.
Desde 1977, los puntos de vista pro y antieuropeos han tenido un apoyo mayoritario en diferentes momentos, con algunos cambios dramáticos entre los dos campos. En el referéndum de membresía de las Comunidades Europeas del Reino Unido de 1975, dos tercios de los votantes británicos favorecieron la membresía continua de la CE. El mayor rechazo a la membresía fue en 1980, el primer año completo del mandato del Primer Ministro Margaret Thatcher, con un 65 % en contra y un 26 % a favor de la membresía.

### Salida del Reino Unido de la Unión Europea (Brexit)

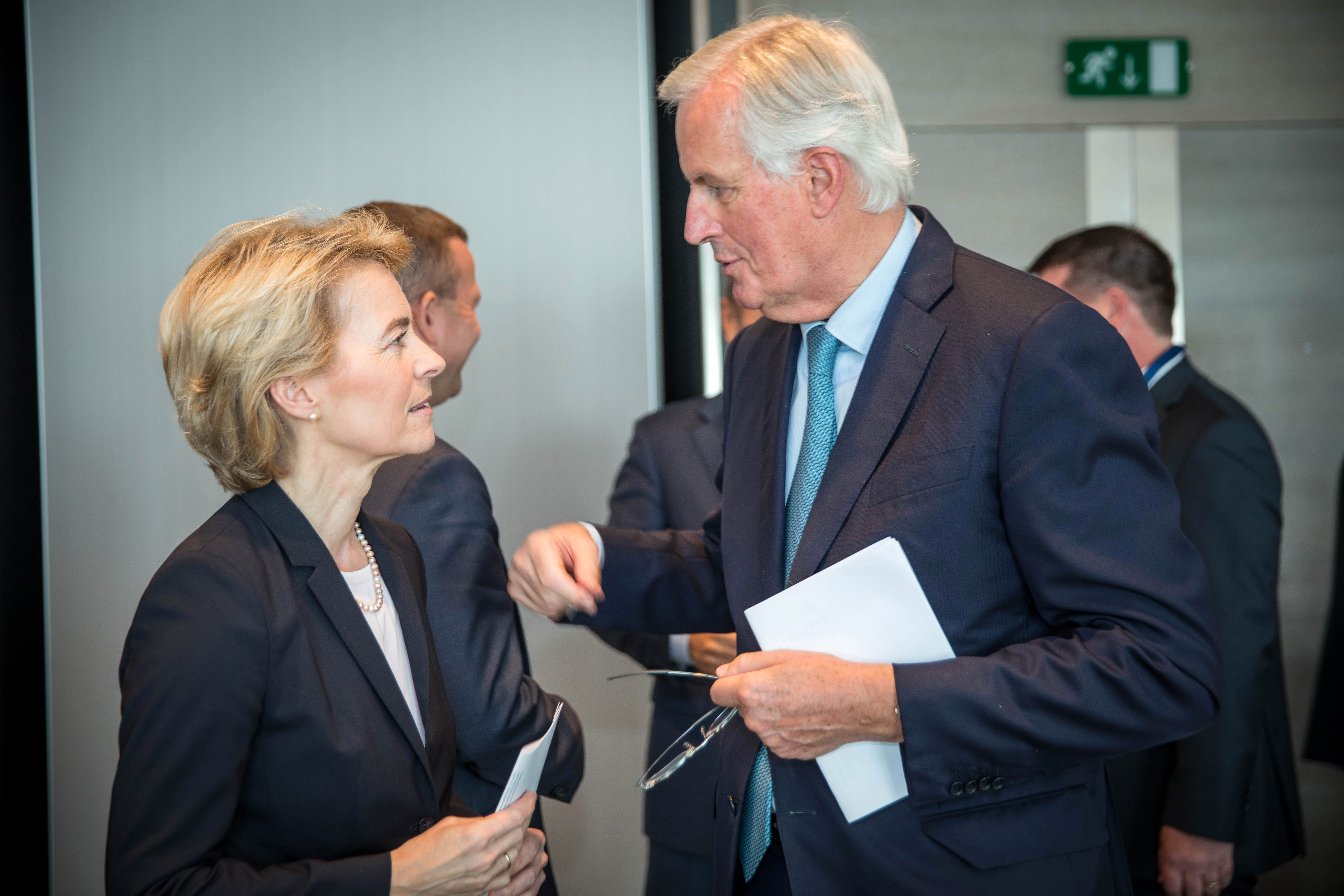
La presidenta de la Comisión Europea, Ursula von der Leyen, y Michel Barnier, negociador jefe de la UE para el Brexit.

Como resultado del referéndum de miembros de la Unión Europea del Reino Unido 2016 cuando el 52 por ciento de los que votaron apoyaron la retirada, el Reino Unido negoció un Brexit con la Unión Europea hasta concretarlo el día 31 de enero de 2020.
Con el Brexit la UE perdió el 13 % de su población, el 15 % de su producto interior bruto (PIB) y el 5,6 % de su superficie. A pesar de ello, la UE continuó siendo en 2020 una potencia política y económica mundial: formaba el tercer mayor grupo de población después de China y la India, concentra el 18,5 % de la economía mundial, y el 16 % de las exportaciones mundiales. Tras el Brexit, la eurozona ha pasado a sumar el 86 % del PIB y el 77 % de la población de la UE, refuerzando así su importancia como motor político y económico de la Unón. La UE y el Reino Unido buscan desde entonces alcanzar un acuerdo comercial antes de que termine 2020.

## Acuerdo de cooperación y comercio entre la Unión Europea y el Reino Unido
El Acuerdo de cooperación y comercio entre la Unión Europea y el Reino Unido (ACC) es un Tratado de libre comercio acordado el 24 de diciembre de 2020, entre la Unión Europea, Euratom y el Reino Unido. Ha estado en vigencia provisoria desde el 1 de enero de 2021, finalizó el periodo de transición Brexit el 31 de diciembre de 2020, y hasta el 30 de abril de 2021.
El acuerdo que rige la relación entre la UE y el Reino Unido después de la salida del Reino Unido de la Unión Europea se concluyó después de ocho meses de negociaciones. El acuerdo establece el libre comercio de bienes y el acceso mutuo limitado al mercado de servicios, así como mecanismos de cooperación en un rango de ámbitos políticos, disposiciones transitorias sobre el acceso de la UE a la pesca del Reino Unido y la participación del Reino Unido en algunos programas de la UE. En comparación con el estado anterior del Reino Unido como Estado miembro de la UE, pone fin a la libre circulación de personas entre las partes, la participación en el Mercado Único Europeo y la Unión Aduanera, la participación del Reino Unido en la mayoría de los programas de la UE y la autoridad del Tribunal de Justicia Europeo en solución de controversias.

## Frontera entre el Reino Unido y la UE
La frontera entre Irlanda y el Reino Unido (en inglés The Republic of Ireland – United Kingdom border) es la frontera que separa a la nación constitutiva británica de Irlanda del Norte del resto de Irlanda. También se le conoce como la Frontera Irlandesa (the Irish border) o, simplemente como la frontera (the border). Fue trazada el 6 de diciembre de 1922, mediante el Tratado anglo-irlandés, con el que 26 de los 32 condados irlandeses se separaron del Reino Unido y formaron el Estado Libre de Irlanda. Sin embargo, el Reino Unido mantuvo la soberanía de los 6 condados restantes, siendo estos actualmente parte integrante del Reino Unido.
La frontera se extiende a lo largo de 499 km entre Lough Foyle (al oeste) y Carlingford Lough (al este), en el mar de Irlanda. Esta es la única zona en la que comparten frontera terrestre el Reino Unido e Irlanda. Debido a que tanto Irlanda como el Reino Unido pertenecen a la Zona Común de Viajes, no suele haber controles fronterizos, si bien tanto el Reino Unido como Irlanda tienen derecho a efectuarlos, como así han hecho en varias ocasiones.

## Membresía de Escocia en la UE
El estatus de Escocia dentro de la Unión Europea en el caso de haber accedido a la independencia fue un tema central en el referéndum. La posibilidad de que el Reino Unido lleve a cabo un referéndum sobre su salida de la Unión Europea, que obligaría a Escocia a abandonar la UE, convirtió este tema en muy importante.
Para los defensores de la independencia, Escocia siendo uno de los dos reinos constituyuentes del Reino Unido, sería uno de sus dos estados sucesores. En mayo de 2013, el economista alemán Roland Vaubel, asesor del gobierno alemán, mantenía esta tesis. Vaubel contradecía las declaraciones en 2012 del presidente de la Comisión Europea Manuel Barroso, quien dijo que Escocia no quedaría automáticamente como miembro de la Unión Europea en caso de independencia. En 2012 la Comisión Europea propuso dar respuesta oficial a la pregunta si el Reino Unido lo solicitara. Sin embargo el Gobierno británico decidió no solicitarla. No existe precedente de la disolución de un estado miembro y su sustitución por dos estados nuevos y no está previsto en los Tratados constitutivos de la Unión, sin embargo la opinión mayoritaria dentro de las instituciones comunitarias es que Escocia quedaría fuera de la Unión y tendría que negociar su reingreso.
El presidente del Gobierno español Mariano Rajoy declaró su convicción que si una región secesionara de la UE tendría que solicitar de nuevo la entrada en la Unión Europea. En Escocia se considera que un posible veto español estaría sobre todo vinculado a las aspiraciones separatistas de Cataluña y el País Vasco.

## Relaciones del Reino Unido con los Estados miembro de la Unión Europea
Dentro de las relaciones Reino Unido-Unión Europea, se incluyen también las respectivas relaciones de los Estados miembros con el Reino Unido, entendiéndose así que "Unión Europea" se refiere tanto a las instituciones comunitarias como a los Estados miembros;

### España
Existe un litigio por la península e istmo de Gibraltar, actualmente denominado territorio británico de ultramar, situado al extremo sur de la península ibérica. El territorio limita con el ayuntamiento español de La Línea de la Concepción, municipio perteneciente a España, país que reclama la retrocesión del territorio. 
Gibraltar es un territorio no autónomo según la definición que le atribuye la Organización de las Naciones Unidas (ONU) en su apartado "Naciones Unidas y descolonización". La ciudad es administrada por el Gobierno del Reino Unido, que tiene transferidas muchas competencias al Gobierno de Gibraltar, elegido en comicios censitarios por los ciudadanos británicos del territorio.